# The Adversary
The Adversary – pierwszy studyjny album znanego z występów w grupach muzycznych Emperor oraz Peccatum instrumentalisty Ihsahna. Album wydany został 5 kwietnia 2006 roku przez Mnemosyne Records i Candlelight Records. W ramach promocji wydawnictwa został zrealizowany teledysk do utworu "Invocation".
Całość skomponował Ihsahn odpowiedzialny za śpiew, partie gitar oraz instrumentów klawiszowych. Sesyjnie ślady instrumnetów perkusyjnych zarejestrował Asgeir Mickelson, gościnnie natomiast wystąpił ceniony norweski multiinstrumentalista Kristoffer Rygg, wykonujący partie śpiewu w utworze " Homecoming".

## Lista utworów
Opracowano na podstawie materiału źródłowego.
| Nr | Tytuł utworu                        | Długość |
| -- | ----------------------------------- | ------- |
| 1. | „Invocation”                        | 5:04    |
| 2. | „Called by the Fire”                | 4:50    |
| 3. | „Citizen”                           | 5:22    |
| 4. | „Homecoming”                        | 4:20    |
| 5. | „Astera ton Proinon”                | 5:10    |
| 6. | „Panem et Circenses”                | 4:57    |
| 7. | „And He Shall Walk In Empty Places” | 4:47    |
| 8. | „Will You Love Me Now?”             | 4:57    |
| 9. | „The Pain is Still Mine”            | 10:04   |
|    |                                     | 49:31   |

## Pozycje na listach
| Lista    | Kraj     | Pozycja |
| -------- | -------- | ------- |
| VG-Lista | Norwegia | 33      |